# Красні Орли (Маріїнський округ)
Кра́сні Орли́ (рос. Красные Орлы) — село у складі Маріїнського округу Кемеровської області, Росія.

## Населення
Населення — 1391 особа (2010; 1487 у 2002).
Національний склад (станом на 2002 рік):
- росіяни — 97 %